# Lentvora
Lentvora (hongrois : Lentő) est un village de Slovaquie situé dans la région de Banská Bystrica.

## Histoire
La première mention écrite du village date de 1446.

## Démographie

### Évolution de la population
| Année:               | 1994. | 2004.   | 2014.   | 2024.    |
| -------------------- | ----- | ------- | ------- | -------- |
| Nombre de personnes: | 94    | 97      | 95      | 79       |
| Différence:          |       | +3,19 % | -2,06 % | -16,84 % |

| Année:               | 2023. | 2024.   |
| -------------------- | ----- | ------- |
| Nombre de personnes: | 77    | 79      |
| Différence:          |       | +2,59 % |